# Christopher Nilsen
Christopher „Chris“ Nilsen (* 13. Januar 1998 in Kansas City, Missouri) ist ein US-amerikanischer Leichtathlet, der sich auf den Stabhochsprung spezialisiert hat. 2021 gewann er die Silbermedaille bei den Olympischen Spielen in Tokio und 2022 wurde er in Eugene Vizeweltmeister.

## Sportliche Laufbahn
Christopher Nilsen wuchs in Missouri auf und sammelte 2016 erste Erfahrungen bei internationalen Meisterschaften, als er bei den U20-Weltmeisterschaften in Bydgoszcz mit übersprungenen 5,35 m den siebten Platz belegte. Im selben Jahr begann er ein Studium an der University of South Dakota und in den Jahren von 2017 bis 2019 wurde er NCAA-College-Hallenmeister im Stabhochsprung und siegte 2018 und 2019 im Freien. 2017 startete er bei den Weltmeisterschaften in London und schied dort mit 5,60 m in der Qualifikationsrunde aus. 2019 gewann er bei den Panamerikanischen Spielen in Lima mit 5,76 m die Goldmedaille. Nachdem er 2019 sein Studium 2019 beendete, tritt er seitdem als Profi an und wurde 2020 mit 5,60 m Dritter beim Memorial Van Damme in Brüssel. Im Jahr darauf siegte er mit 5,91 m bei den USATF Golden Games sowie mit 5,90 m beim USATF Invitational. Ende Juni siegte er mit 5,92 m beim Memoriał Ireny Szewińskiej und nahm daraufhin an den Olympischen Sommerspielen in Tokio teil und gewann dort mit 5,97 m im Finale die Silbermedaille hinter dem Schweden Armand Duplantis. Daraufhin siegte er mit 5,82 m bei der Athletissima in Lausanne und wurde beim Meeting de Paris mit 5,81 m Dritter. Beim Memorial Van Damme wurde er mit 5,85 m Zweiter und siegte dann mit 5,86 m beim Memoriał Kamili Skolimowskiej. Anschließend wurde er bei Weltklasse Zürich mit 5,83 m Dritter.
2022 gewann er bei den Hallenweltmeisterschaften in Belgrad mit 5,90 m die Bronzemedaille hinter dem Schweden Duplantis und Thiago Braz aus Brasilien. Ende April siegte er mit 5,60 m bei den Drake Relays und im Mai siegte er mit 5,81 m beim USATF Throws Fest. Kurz darauf wurde er beim Prefontaine Classic mit 5,81 m Zweiter und 5,80 m beim Memoriał Ireny Szewińskiej sowie mit 5,92 m beim Memoriał Janusza Kusocińskiego. Bei der Bauhaus-Galan wurde er mit 5,93 Zweiter und siegte anschließend mit 5,87 m beim Meeting International de Sotteville. Daraufhin gewann er bei den Weltmeisterschaften in Eugene mit 5,94 m im Finale die Silbermedaille hinter Duplantis. Ende August wurde er bei der Athletissima mit 5,80 m Zweiter und wurde beim Memorial Van Damme mit 5,71 m Dritter, wie auch bei Weltklasse Zürich mit 5,81 m. Im Jahr darauf siegte er mit 5,92 m beim Memoriał Ireny Szewińskiej und wurde bei den Bislett Games mit 5,91 m Zweiter. Beim Memoriał Kamili Skolimowskiej wurde er mit 5,81 m Dritter und siegte dann mit 5,92 m beim Herculis. Im August gewann er bei den Weltmeisterschaften in Budapest mit 5,95 m im Finale die Bronzemedaille hinter dem Schweden Duplantis und Ernest John Obiena von den Philippinen. 2024 belegte er bei den Hallenweltmeisterschaften in Glasgow mit 5,75 m den vierten Platz. Im August nahm er erneut an den Olympischen Sommerspielen in Paris teil und verpasste dort mit 5,40 m den Finaleinzug. 
In den Jahren von 2021 bis 2023 wurde er US-amerikanischer Meister im Stabhochsprung im Freien sowie 2022 und 2024 auch in der Halle.